# Smith Streeter
Smith Streeter (* 14. Juli 1844 in Ontario, Kanada; † 17. Dezember 1930 in Thawville, Illinois) war ein US-amerikanischer Roquespieler.

## Biografie
Smith Streeter stammte ursprünglich aus Kanada, zog aber 1884 nach Thawville, Illinois, wo er eine große Farm besaß. Später spendete er das Land, wo die Thawvilles Congregational Church gebaut wurde. 1865 nahm er die US-amerikanische Staatsbürgerschaft an. Bei den Olympischen Sommerspielen 1904 in St. Louis trat er als einer von vier Athleten beim Roqueturnier an, wo er die Silbermedaille gewann. Er war der einzige Spieler, der gegen den Olympiasieger Charles Jacobus gewinnen konnte.